# Друга влада Јанка Брејца
Друга влада Јанка Брејца је била друга Земаљска влада покрајине Словеније у Краљевини СХС. Формирана је 24. фебруара 1920. и трајала је до 14. децембра 1920. године.

## Састав Владе
| Функција                       | Слика | Име и презиме  | Странка                    | Детаљи           |
| ------------------------------ | ----- | -------------- | -------------------------- | ---------------- |
| Председник владе               |       | Јанко Брејц    | Словеначка народна странка |                  |
| повереници                     |       |                |                            |                  |
| Повереник за унутрашње послове |       |                |                            | до августа 1920. |
| Повереник за унутрашње послове |       | Леонид Питамиц |                            | од августа 1920. |